# Variabile Gamma Doradus

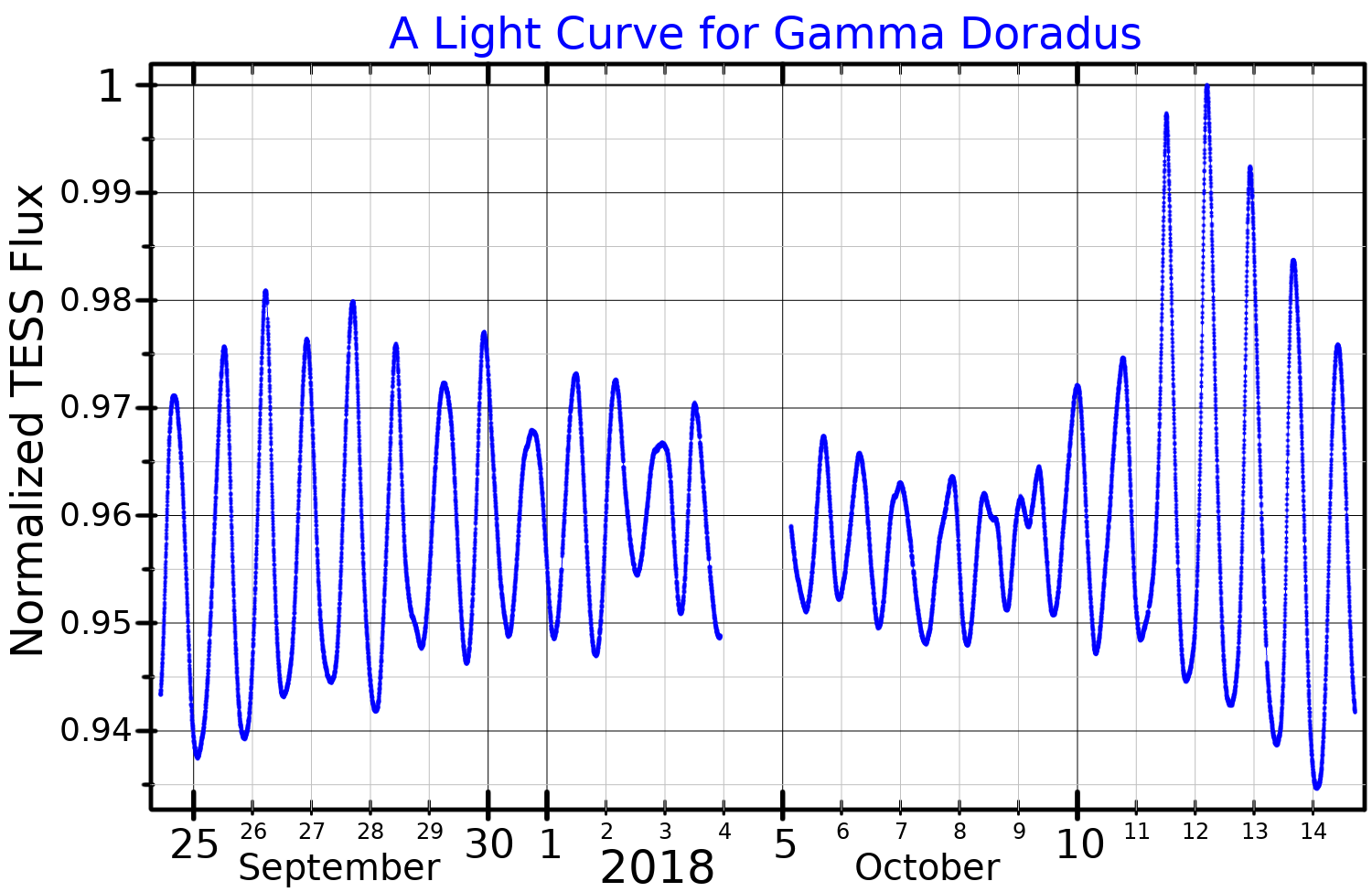
La curva di luce di.

Le variabili Gamma Doradus sono una classe di stelle variabili che mostrano delle variazioni nella luminosità dovute a delle pulsazioni non radiali della superficie. 
Si tratta tipicamente di giovani stelle di sequenza principale, di classe spettrale F o A, che variano di 0,1 magnitudini con periodi dell'ordine del giorno. Tale classe di variabili è stata introdotta abbastanza recentemente, nella seconda metà degli anni novanta; per questo motivo le cause fisiche responsabili della variabilità di queste stelle sono ancora sotto indagine. 
La prima stella notata di questa classe fu nel 1990 9 Aurigae, che era al di fuori della striscia di instabilità tipico delle variabili Delta Scuti e che rispetto a queste pulsava troppo lentamente, inoltre non c'erano prove di altri oggetti in eclisse. Successivamente venne notata Gamma Doradus dall'aspetto simile e ne furono rapidamente trovate altre che mostravano le stesse caratteristiche. Essendo all'epoca il membro noto più luminoso, Gamma Doradus divenne il prototipo di questo tipo di variabili.
Nella tabella sottostante sono elencate le 10 più luminose stelle variabili Gamma Doradus.
| Nomenclatura di Bayer      | Tipo spettrale | Magnitudine apparente massima | Ampiezza variazione (magnitudine) | Periodo (giorni) |
| -------------------------- | -------------- | ----------------------------- | --------------------------------- | ---------------- |
| Ras Alhague                | A5 IV          | 2,08                          | 0,006                             | 0,05357          |
| Gamma Doradus              | F0-5 V         | 4,20                          | 0,08                              | 0,757            |
| I Puppis                   | F0 IV/V        | 4,47                          | 0,03                              | 0,9584           |
| 9 Aurigae                  | F2 V           | 4,93                          | 0,10                              | 1,2582           |
| 8 Draconis                 | F3 IV          | 5,26                          | 0,08                              | 0,4245           |
| Iota Trianguli Australis A | F0 V           | 5,30                          | 0,12                              | 1,4556           |
| HD 50747                   | A4 IV          | 5,45                          | 0,001                             | 0,2059           |
| HD 49434                   | F1 V           | 5,75                          | ?                                 | 0,5764           |
| 43 Cygni                   | F5 V           | 5,75                          | 0,09                              | 0,79967          |
| NZ Pegasi                  | F2 V           | 5,83                          | 0,03                              | 0,4238           |